# SFlow
sFlow é um padrão amplamente adotado para a monitorização de redes informáticas. A especificação sFlow (RFC 3176) e sua primeira implementação foram lançadas em 2001.
A norma sFlow descreve um mecanismo para capturar dados de tráfego em redes roteadas ou comutadas. Ele utiliza tecnologia de amostragem estatística para a coleta de dados, sendo ideal para redes de alta velocidade (como redes gigabit ou superiores).
Um agente sFlow é implementado no hardware de rede (por exemplo, um switch), sendo responsável por realizar a amostragem e enviar os dados para um coletor central. Esse coletor, conhecido como coletor sFlow, recebe os datagramas enviados por diferentes agentes sFlow para posterior análise.
O agente sFlow opera com dois tipos principais de amostragem:
- Amostragem de pacotes – baseada em tráfego comutado ou roteado;
- Amostragem de contadores – baseada em intervalos temporais definidos para coleta de estatísticas de interfaces.

## Exemplo de sFlow
Com base em uma taxa de amostragem definida, seja para o agente como um todo ou para uma interface específica, 1 em N pacotes são capturados e enviados ao coletor. Embora essa abordagem não forneça 100% de precisão, ela permite estimativas confiáveis e estatisticamente relevantes do tráfego de rede.

## Contra-exemplo de sFlow
Um intervalo de pesquisa (polling interval) define com que frequência os contadores de octetos e pacotes para uma determinada interface são enviados ao coletor. No entanto, o agente sFlow pode agendar a coleta de forma eficiente, utilizando métodos como escalonamento aleatório para suavizar o impacto no desempenho.

## Datagrama sFlow
Os dados de amostra são enviados via UDP ao host e porta configurados no coletor sFlow, sendo a porta padrão a 6343. Embora o transporte via UDP não garanta confiabilidade, a perda eventual de pacotes não compromete significativamente a análise estatística, pois novas amostras são continuamente enviadas.
O datagrama sFlow inclui informações como:
- Versão do protocolo (sFlow 2 a 5);
- Endereço do agente;
- Número sequencial;
- Quantidade de amostras;
- Detalhes sobre fluxos ou contadores de interface.

Atualmente, a versão 5 do sFlow é a mais amplamente utilizada, conforme descrito pela InMon Corporation.